# Wynn Stewart
Winford Lindsey Stewart, meglio noto come Wynn Stewart (Morrisville, 7 giugno 1934 – 17 luglio 1985), è stato un cantante statunitense.
Esponente di musica country, è stato tra i precursori del cosiddetto Bakersfield sound.

## Discografia

### Album in studio
- 1965 - The Songs of Wynn Stewart
- 1967 - It's Such a Pretty World Today
- 1967 - Love's Gonna Happen to Me
- 1968 - Something Pretty
- 1968 - In Love
- 1969 - Let the Whole World Sing It with Me
- 1969 - Yours Forever
- 1970 - You Don't Care What Happens to Me
- 1970 - It's a Beautiful Day
- 1971 - Baby It's Yours
- 1976 - After the Storm

### Raccolte
- 1960 - Sweethearts of Country Music (con Jan Howard)
- 1962 - Wynn Stewart
- 1988 - Wishful Thinking: The Challenge Years 1958–1963
- 1995 - California Country: The Best of the Challenge Year
- 2000 - Wishful Thinking
- 2001 - The Very Best of Wynn Stewart: 1958–1962
- 2004 - The Very Best of Wynn Stewart & Jan Howard (con Jan Howard)
- 2009 - Greatest Country Hits
- 2011 - Come On